# London Original Print Fair
La London Original Print Fair est une foire d'art annuelle de Londres. 
Elle se tient fin avril à la Royal Academy of Arts

## Historique
La London Original Print Fair a été fondée en 1985 par Gordon Cooke, directeur de la Fine Art Society de Londres. En 1987, Helen Rosslyn, spécialiste des estampes chez Christie's le rejoint comme codirectrice de la Foire. 
En 2012, elle a regroupé cinquante exposants internationaux, des galeries, des marchands de gravure et des spécialistes représentant toutes les périodes de la gravure, des premières gravures sur bois d'Albrecht Dürer aux lithographies de Pablo Picasso et aux nouvelles formes numériques du graffeur Shepard Fairey.
Chaque année, la foire s'ouvre par une conférence sur la gravure. Ainsi, en 2011, Gavin Turk a ouvert la foire en discutant avec la critique d'art et journaliste Louisa Buck (en) et en 2012, Peter Blake a parlé de ses soixante années d'artiste graveur.